# Chepenoupet II
Chepenoupet II, nom d’intronisation Moutiretrê Henoutnéférou (« Mout œil de Rê, dame de la perfection »), nom de naissance Chepenoupet II Douatnetjer, était divine adoratrice d'Amon de -710 à -650 sous la XXVe dynastie.
Elle est la fille du roi kouchite Piânkhy et de Peksater.
À partir de -670, elle va partager la fonction avec Amenardis II, puis en -656, avec Nitocris Ire, qu’elle fut contrainte de choisir sous la pression des envahisseurs décidés à affirmer leurs influences. Sa chapelle mortuaire est située dans le temple de Médinet Habou.

## Généalogie

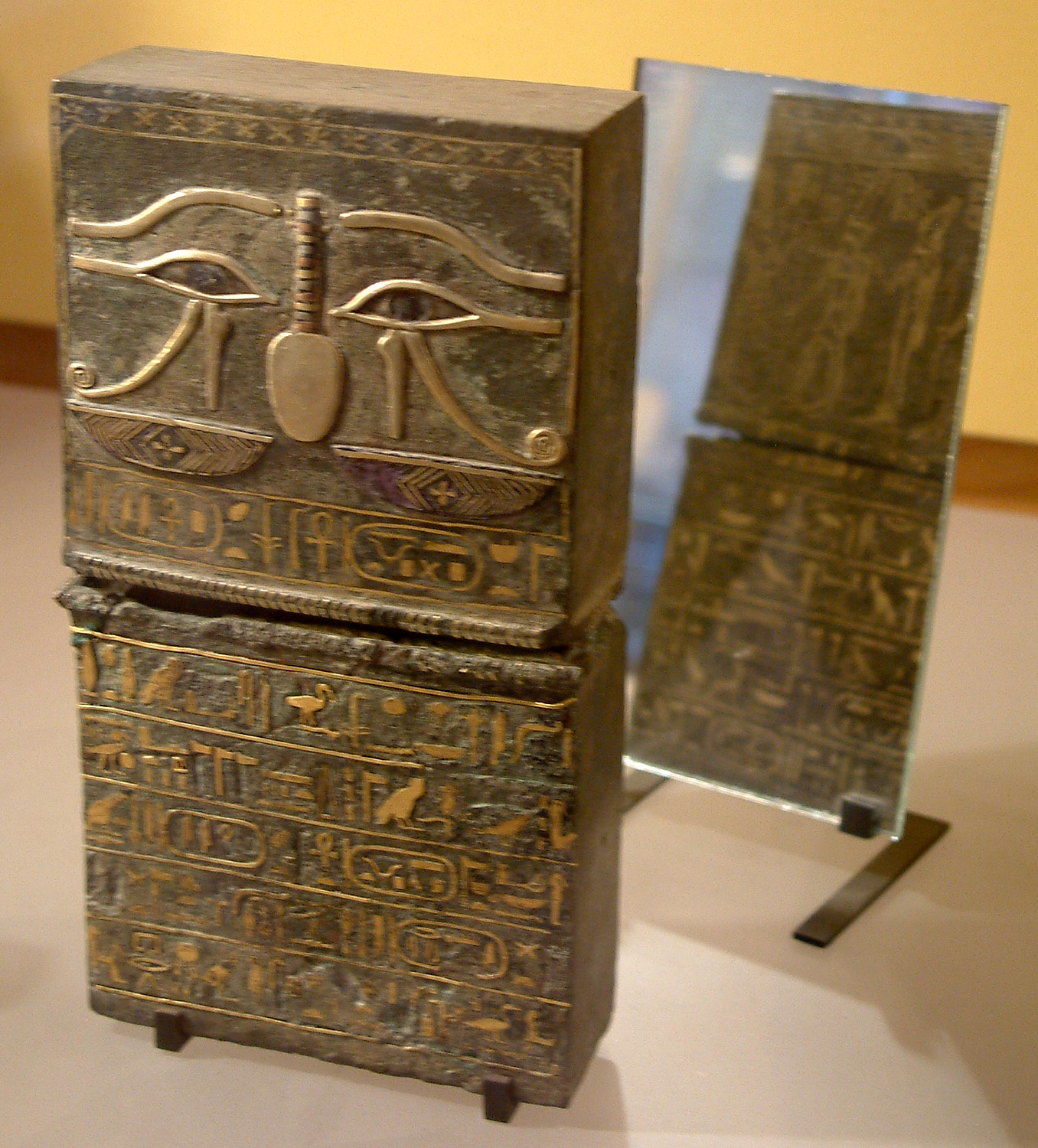
Coffret en bronze au nom de Chepenoupet II conservé au Musée du Louvre